# PS1-10jh
PS1-10jh – krótkotrwały błysk światła (optical transient) odkryty 22 kwietnia 2012 i oznaczający zniszczenie gwiazdy przez supermasywną czarną dziurę.
Wydarzenie to miało miejsce w nieskatalogowanej wcześniej galaktyce położonej w gwiazdozbiorze Smoka, odległej o 2,7 miliardów lat świetlnych od Ziemi. Masa czarnej dziury szacowana jest na około 2 milionów mas Słońca i jest porównywalna do masy supermasywnej czarnej dziury znajdującej się w centrum naszej Galaktyki.